# 석양의 불청객
"석양의 불청객"은 한국에서 제작된 김효천 감독의 1970년 영화이다. 장동휘 등이 주연으로 출연하였고 차태진 등이 제작에 참여하였다.

## 출연

### 주연
- 장동휘
- 남정임
- 독고성

### 조연
- 이정희

## 기타
- 조명: 김태성
- 미술: 조경환